# Przemysław Barthel de Weydenthal
Przemysław Marian Antoni Barthel de Weydenthal (ur. 13 czerwca 1893 w Bądkowie, zm. 7 kwietnia 1919) – pułkownik artylerii Wojska Polskiego.

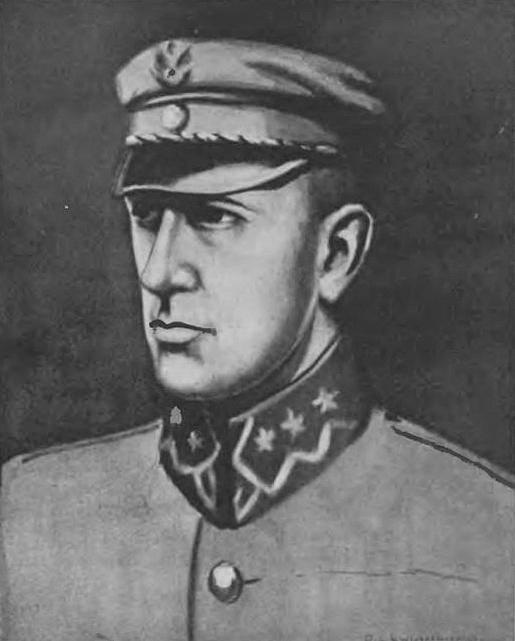
Przemysław Barthel de Weydenthal (rys. ppor. Kazimierza Włodarkiewicza

## Życiorys

### Młodość
Urodził się w ziemiańskiej rodzinie Zdzisława i Anieli z Róźańskich. Był bratem Jerzego, Jadwigi, Jana i Marii Barthel de Weydenthal – działaczki niepodległościowej, nauczycielki w gimnazjum sióstr urszulanek w Stanisławowie, zakonnicy sióstr urszulanek – matki Beaty (1885–1970). Początkowo naukę odbywał w domu, dopiero na 4 lata przed maturą rozpoczął naukę w polskiej szkole (obecnie I LO im. Ziemi Kujawskiej) we Włocławku, gdzie w 1910 uzyskał maturę. Potem po półrocznej nauce w Szkole Mechaniczno-Technicznej Wawelberga i Rotwanda w Warszawie zdał egzamin państwowy dający możliwość odbycia rocznej służby w armii rosyjskiej. W listopadzie 1911 wstąpił do konnej baterii w Suwałkach. Po roku uzyskał stopień chorążego rezerwy artylerii. W końcu 1912 wyemigrował do Galicji, gdzie jeszcze w tym samym roku zaciągnął się do Polskich Drużyn Strzeleckich w Krakowie. Z wyróżnieniem ukończył najwyższy kurs tej organizacji uzyskując stopień podchorążego. Z Drużyn Strzeleckich został wydelegowany na stypendium do Technicznej Akademii Wojskowej (Oficerska Szkoła Artylerii) w Mödling. Aby być przyjętym na uczelnię musiał przyjąć poddaństwo austriackie.

### I wojna światowa – Legiony Polskie, POW
Po wybuchu wojny znalazł się w armii austro-węgierskiej. Jego wielokrotne starania o przeniesienie do tworzonych Legionów Polskich były odrzucane. Przemysław Barthel de Weydenthal zdezerterował i na początku 1914 zaciągnął się do Legionów pod pseudonimem Borucki. Przydzielono go do 1 pułku piechoty Legionów. Do początku listopada był dowódcą 1 kompanii batalionu uzupełniającego Albina Fleszara. Przeniesiony do artylerii początkowo jako pierwszy oficer 5 baterii, a później objął jej dowództwo. Mianowany porucznikiem artylerii 20 czerwca 1915. W czasie walk na Wołyniu dowodził sformowanym przez siebie dywizjonem haubic. Mianowany kapitanem artylerii 1 grudnia 1916.
Po wycofaniu Legionów z frontu w kwietniu 1917 ukończył dwumiesięczny kurs Sztabu Generalnego i został mianowany szefem sztabu III Brygady. W czasie kryzysu przysięgowego odgrywał jedną z głównych ról. Zwolniony 20 sierpnia z Legionów jako obywatel monarchii został wcielony do armii austriackiej. Przydzielony do Specjalnej Grupy Artylerii przebywał w okolicach Hrubieszowa. Wkrótce wysłany na kurs artyleryjski na Węgry. Po ukończeniu kursu wysłano go na początku 1918 na front włoski, z którego w krótkim czasie zdezerterował.
Przedarł się do Krakowa i zameldował w Komendzie Polskiej Organizacji Wojskowej. Wkrótce został wysłany z misją na Ukrainę w celu skierowania przeciwko państwom centralnym tworzących się na wschodzie polskich formacji wojskowych. W kwietniu objął stanowisko szefa sztabu Naczelnego Dowództwa Wojsk Polskich na Ukrainie. Awansowany przez generała Aleksandra Osińskiego do stopnia pułkownika, dowodził III Korpusem Polskim w walkach pod Niemirowem i Gniewaniem.
Wobec zagrożenia likwidacją ze strony Niemców I Korpusu Polskiego, w maju 1918 przedostał się do komendy zgrupowania wojsk w Bobrujsku, aby stanąć na czele organizacji spiskowej, mającej wystąpić przeciwko spodziewanym postanowieniom jego dowódcy, generała Józefa Dowbor-Muśnickiego. Wobec przyjęcia 21 maja niemieckiego ultimatum (zakładającego m.in. pełne rozbrojenie i demobilizację polskich oddziałów), grupa spiskowców podjęła próbę realizacji planu przejęcia kontroli nad korpusem. W nocy z 21 na 22 maja 1918 grupie żołnierzy (wśród których znaleźli się m.in. kpt. Leopold Lis-Kula oraz kpt. Ignacy Matuszewski) udało się aresztować na kilka godzin dowódcę I Korpusu. Wobec kategorycznej odmowy wykonania rozkazów płk. Barthel de Weydenthala przez wiernych swojemu pierwotnemu dowódcy podkomendnych - nie doszło do realizacji dalszych planów emisariuszy POW. Zakładały one rozpoczęcie walki ze skoncentrowanymi w pobliżu Bobrujska wojskami niemieckimi, a następnie przebijanie się w kierunku Dniepru i na południe przez tereny kontrolowane przez bolszewików i zrewoltowane chłopstwo.
W oczach oficerów i żołnierzy I Korpusu cała akcja płk. Przemysława Barthel de Weydenthala nie znalazła uznania, zatem opuścił on Bobrujsk i udał się do Kijowa. Dalej przedostał się na Kubań, gdzie w 4 Dywizji Strzelców Polskich pułkownika Lucjana Żeligowskiego zorganizował pułk artylerii. Był inicjatorem szkolnictwa artyleryjskiego w Polsce.
W czasie odwrotu z Odessy, 5 kwietnia 1919 roku został ciężko ranny w walkach z Sowietami. Dwa dni później zmarł. Zwłoki pułkownika Przemysława Barthel de Weydenthala zostały w 1932 roku sprowadzone do Polski i pochowane na cmentarzu w rodzinnym Bądkowie.

## Upamiętnienie
Pośmiertnie 29 maja 1920 został zatwierdzony w stopniu pułkownika ze starszeństwem z 1 kwietnia 1920 w korpusie oficerów artylerii.
W dniu urodzin płk. Przemysława Barthel de Weydenthala 13 czerwca 1932 jego zwłoki zostały ekshumowane w Odessie, a następnie przewiezione przez Warszawę (tam Marszałek Józef Piłsudski udekorował trumnę Krzyżem Orderu Virtuti Militari), Włocławek do Bądkowa, gdzie zostały pochowane.
Pamięć płk. Przemysława Barthel de Weydenthala uczcił 19 pułk artylerii lekkiej, który przyjął jego szefostwo.
W gmachu Szkoły Podchorążych Artylerii 15 sierpnia 1932 została odsłonięta tablica pamiątkowa z płaskorzeźbą przedstawiającą podobiznę Przemysława Barthel de Weydenthal, którą wykonała Jadwiga Barthel de Weydenthal.
Jego życiorys opisał Karol Koźmiński w książce pt. Kamienie na szaniec, wydanej w 1937.
25 sierpnia 1938 Minister Spraw Wojskowych, gen. dyw. Tadeusz Kasprzycki nadał koszarom Dywizjonu Artylerii Lekkiej KOP „Czortków” w Czortkowie nazwę „Koszary imienia pułkownika Barthla de Weydenthal-Boruckiego”.

## Ordery i odznaczenia
- Krzyż Srebrny Orderu Virtuti Militari (pośmiertnie)[5]
- Krzyż Komandorski Orderu Odrodzenia Polski (pośmiertnie)
- Krzyż Niepodległości z mieczami (pośmiertnie, 12 maja 1931)[8]
- Krzyż Walecznych (czterokrotnie – pośmiertnie)[5]
- Medal Pamiątkowy za Wojnę 1918–1921 (pośmiertnie)[5]
- Medal Dziesięciolecia Odzyskanej Niepodległości (pośmiertnie)[5]
- Krzyż Wojenny z palmami i gwiazdką (Francja, pośmiertnie)